# Heilige Dreifaltigkeit (Neustadt)

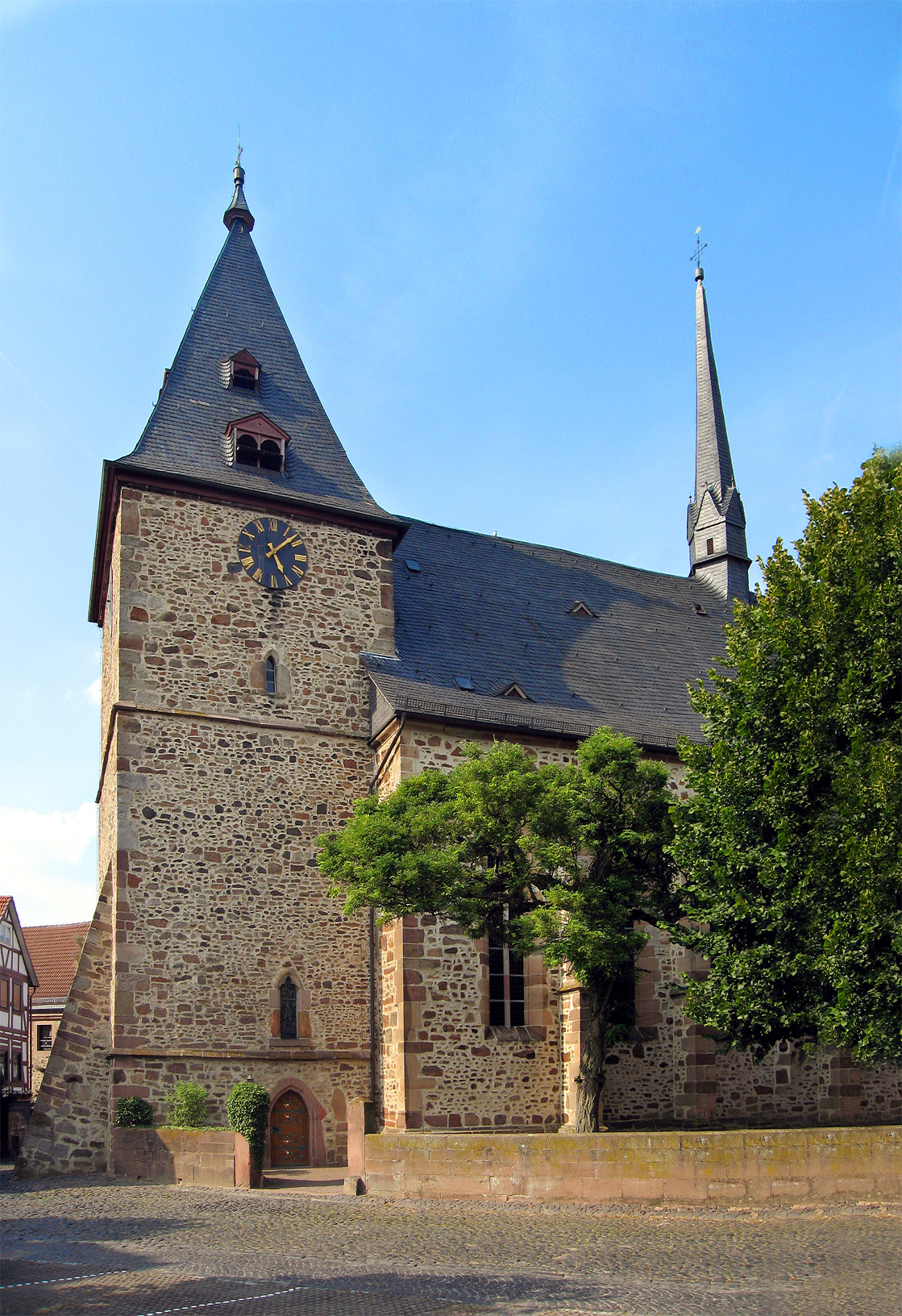
Heilige Dreifaltigkeit in Neustadt

Die römisch-katholische Pfarrkirche Heilige Dreifaltigkeit ist ein denkmalgeschütztes Kirchengebäude, das in der Kleinstadt Neustadt im Landkreis Marburg-Biedenkopf steht. Die Kirchengemeinde gehört zum Pastoralverbund Maria Bild Stadtallendorf-Neustadt im Dekanat Marburg-Amöneburg des Bistums Fulda.

## Geschichte
Vor dem 16. Jahrhundert war die Pfarrkirche St. Trinitatis als St. Johannes bekannt und dem St.-Johannesstift Amöneburg inkorporiert. Der älteste erhaltene Teil der Kirche ist der frühgotische Westturm vom Vorgängerbau, einer Wehrkirche. Er stammt aus dem dritten Viertel des 13. Jahrhunderts. Sein Pyramidendach erhielt er um 1300. Zum Turm gehörte ein frühgotischer Bau, der wie der bis heute erhaltene Nachbau aus einem Hauptschiff und einem nördlichen Seitenschiff bestand. Grabungen lassen vermuten, dass dieser frühgotische Bau durch ein Feuer zerstört wurde. Die zweite Bauphase der Kirche begann im Jahr 1502 oder bereits Ende des 15. Jahrhunderts. Am 8. September 1504 wurde die Kirchweihe gefeiert. An eine Belagerung der Stadt durch die Hessen im Jahr 1462 erinnern drei steinerne Kugeln, die an der Nordseite des Chors eingemauert sind.
Der Dachstuhl, welcher im Dreißigjährigen Krieg beschädigt wurde, wurde im 17. Jahrhundert erneuert. Das Portal im Turm wurde nachträglich eingebrochen. An der Nordseite des Turmes wurde 1849 ein Anbau für das Vestibül errichtet. Außerdem wurde 1949 ein zweigeschossiger Sakristeianbau am nördlichen Seitenschiff angebaut.

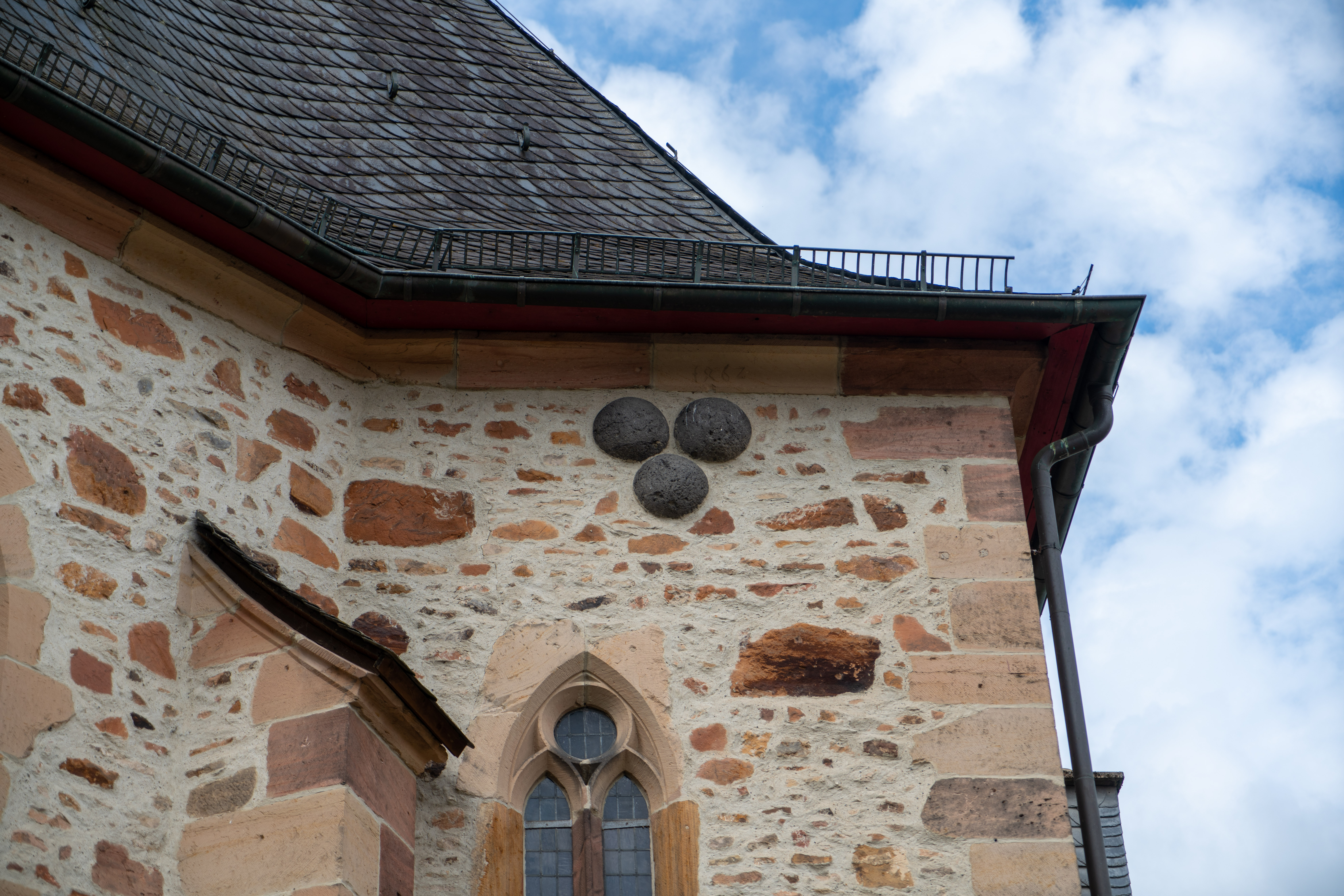
Die drei eingemauerten steinernen Kugeln, die an die Belagerung der Stadt Neustadt 1462 erinnern

Zum 500. Weihejubiläum stiftete die Stadt Neustadt 2004 den St.-Martin-Brunnen, der sich nördlich der Kirche am Durchgang zur Ritterstraße befindet.

## Architektur
Das Langhaus der spätgotischen Hallenkirche besteht aus einem Hauptschiff und einem nördlichen Seitenschiff, ist also asymmetrisch angelegt. Insgesamt hat die Kirche eine Länge von 31,30 m und eine Breite von 12 m. Der ältere, frühgotische Turm ist auf einem 8,40 m breiten Quadrat angelegt und war als Durchgang konzipiert. Als Haupteingang dient heute der 1849 angebaute Eingangsbereich an der Nordseite des Turms. Das Hauptschiff erstreckt sich über fünf Joche. Der Chor der Kirche im Osten in Breite des Mittelschiffs schließt mit einem 5/8-Schluss, dessen Wände Strebepfeiler stützen. Haupt- und Seitenschiff sind durch fünf Rundsäulen aus Sandwerkstein voneinander getrennt. Das Seitenschiff und das letzte Joch des Hauptschiffes waren bis 1905 mit einer doppelten Empore bebaut, dann wurde die jetzige eingeschossige Empore mit neugotisch gestalteter Brüstung eingebaut.

## Ausstattung

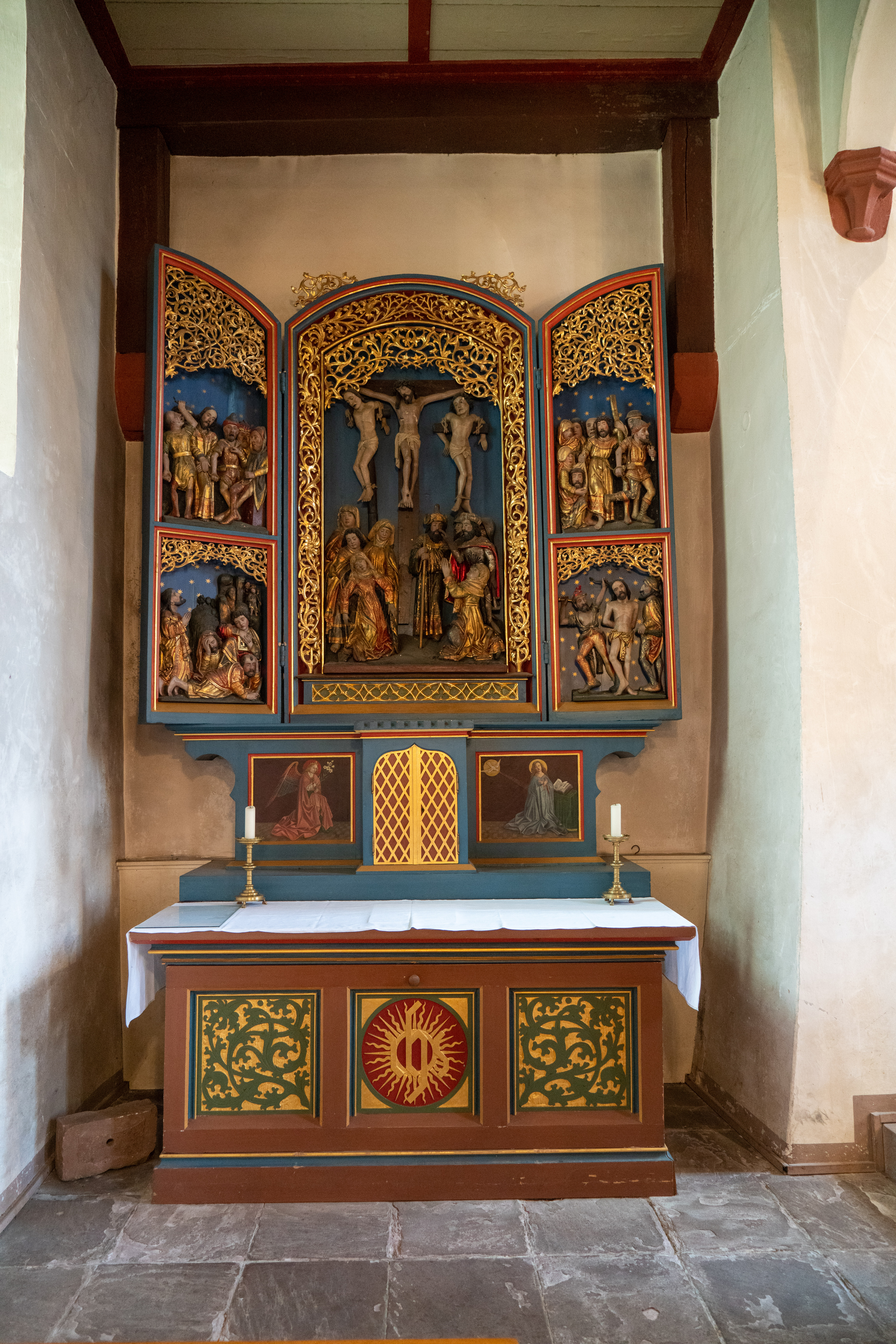
Der gotische Altar am östlichen Ende des Seitenschiffs

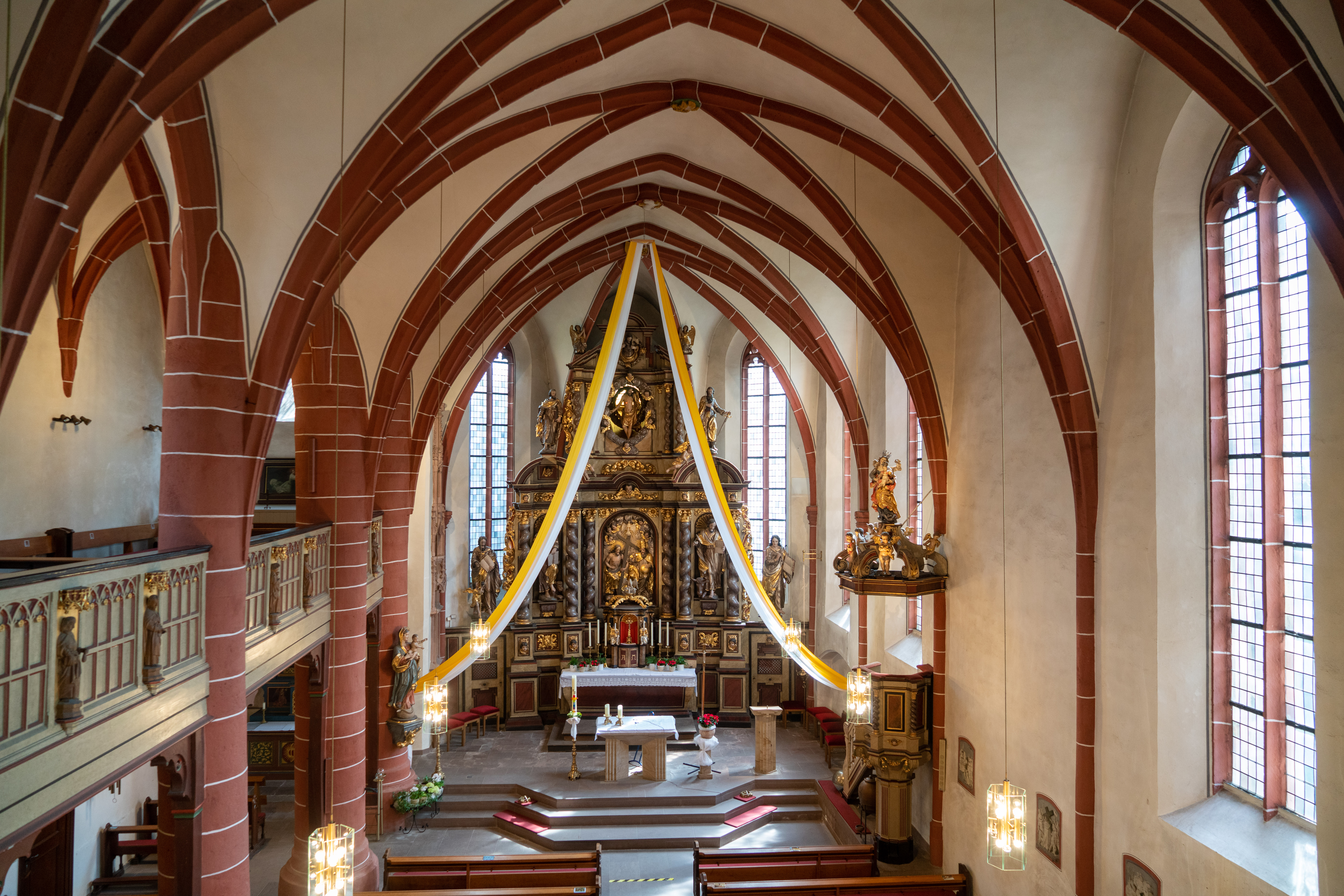
Blick von der Empore in den Innenraum der Kirche

Im Chor der Kirche befindet sich der barocke Hochaltar von 1712. Er ist in drei Geschosse gegliedert. Im unteren dieser drei ist die Heilige Dreifaltigkeit in einem Relief plastisch dargestellt. Links und rechts davon stehen Statuen der vier Evangelisten Matthäus, Markus, Lukas und Johannes. Im zweiten der Geschosse ist der auferstandene Christus mit Aureole zu sehen und zu seiner linken und rechten Seite Petrus und Paulus. Im dritten und höchsten Geschoss befindet sich eine Darstellung des Guten Hirten.
Außerdem verfügt die Kirche über einen gotischen Flügelaltar vom Anfang des 16. Jahrhunderts, der am östlichen Ende des nördlichen Seitenschiffs steht. Über einem Altartisch, der gleichzeitig Grablegungsnische ist, erhebt sich ein Triptychon, welches das Leiden Christi darstellt. Dazwischen befinden sich ein Tabernakel und links und rechts davon Verkündigungsszenen. In der Karwoche ist der Altartisch geöffnet und gibt den Blick frei auf eine Statue des verstorbenen Christus.
Das Seitenschiff wurde in der Raumwirkung durch den Einbau einer Empore verändert. Weiterhin erwähnenswerte Teile der Ausstattung sind die zwölf Apostel, welche als Statuetten auf der Emporenbrüstung stehen, die Plastiken der Maria, des heiligen Laurentius und des heiligen Nepomuk aus dem 18. Jahrhundert und die des heiligen Antonius, des heiligen Josef und des Herzens Jesu aus dem 19. Jahrhundert. In die südliche Kirchenwand eingelassen sind Reliefs der Kreuzwegstationen. An der Nordwand der Kirche sind der Grabstein von Johann von Fischbach und dessen Frau Eylheid von Göttingen aus dem 16. Jahrhundert und der des Johann Eberhard Diehl aus dem Jahr 1688 aufgestellt.
Die neue Altarmensa aus italienischem Sandstein stammt aus dem Jahr 1998 und wurde von dem Bildhauer Rudolf Kurz gestaltet.

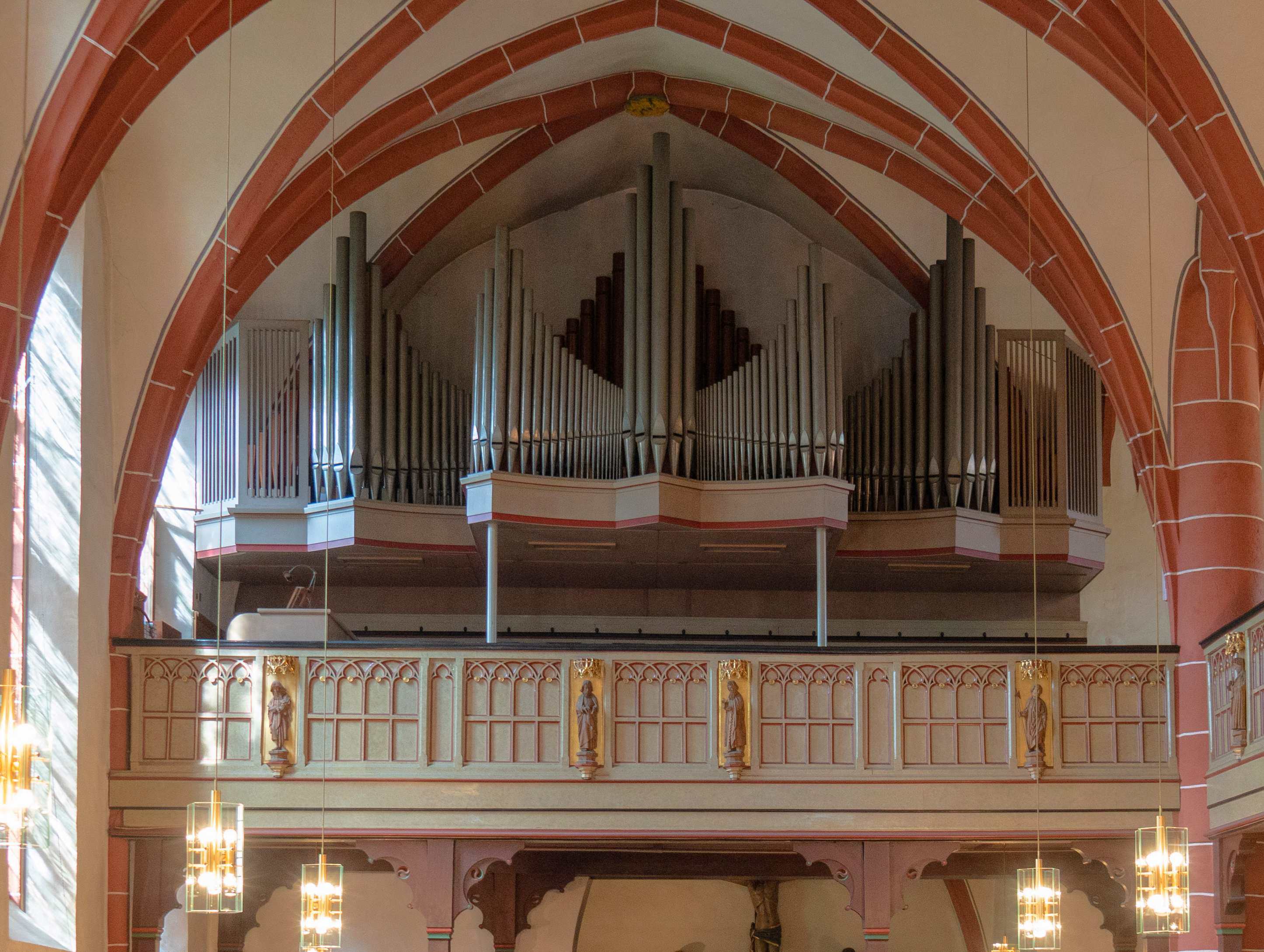
Die Kreienbrink-Orgel in der katholischen Pfarrkirche Hl. Dreifaltigkeit Neustadt

## Orgel
Die Orgel wurde 1959 von der Orgelbau Kreienbrink errichtet. Sie verfügt über 26 Register, die sich auf zwei Manuale und Pedal mit elektrischen Trakturen verteilen. Die Disposition lautet wie folgt:
| I Manual C–    |       |
| Gedacktpommer  | 16′   |
| Zinnprinzipal  | 8′    |
| Rohrflöte      | 8′    |
| Oktave         | 4′    |
| Spitzgedackt   | 4′    |
| Nasat          | 2 ⁄3′ |
| Nachthorn      | 2′    |
| Mixtur IV      |       |
| Hellcymbel III |       |
| Kupfertrompete | 8′    |

| II Manual C–       |     |
| Singend Gedackt    | 8′  |
| Quintadena         | 8′  |
| Lieblich Prinzipal | 4′  |
| Schwiegel          | 2′  |
| Flageolett         | 1′  |
| Sesquialtera II    |     |
| Scharff IV         |     |
| Holzdulcian        | 16′ |
| Tremulant          |     |

| Pedal C–      |     |
| Untersatz     | 16′ |
| Pommerbaß     | 16′ |
| Zinnoktavbaß  | 8′  |
| Holzgedackt   | 8′  |
| Choralbaß     | 4′  |
| Bauernpfeife  | 2′  |
| Hintersatz IV |     |
| Posaune       | 16′ |

- Koppeln: II/I, I/P, II/P
- Spielhilfen: 2 freie Kombinationen, 1 freie Pedalkombination, Einzelabsteller für Zungen und Mixturen

## Glocken
Von dem ursprünglichen Geläut der Kirche ist noch die Johannes dem Täufer geweihte Glocke aus dem Jahr 1434 erhalten. Sie trägt die Inschrift: „Anno Domini millesimo quadrigentesimo tricesimo quarto circa festum Johannis Baptistae“. Ebenfalls vom Ersten und Zweiten Weltkrieg verschont blieb die Hosanna-Glocke aus dem Jahr 1612. Ihre Inschrift lautet: „Hosanna heiß ich,/ die Lebendigen erfreue ich,/ die Dodten beklage ich,/ Melchior Moering gos mich/ zu Erfurt war ich/ ANNO MDCXII den II. Oktober gegossen worden“.
Die weiteren drei Glocken wurden sowohl im Ersten als auch im Zweiten Weltkrieg eingeschmolzen, zwei davon wurden durch im Jahr 1957 gekaufte Glocken ersetzt. Die Taufglocke im Dachreiter der Kirche stammt aus dem Lager Steimbel, einem ehemaligen Kriegsgefangenenlager in Neustadt, und wurde bei Abzug der amerikanischen Truppen 1946 der Pfarrei gestiftet.